# Die Schlafwandler (Sachbuch)
Die Schlafwandler – Wie Europa in den Ersten Weltkrieg zog ist der deutsche Titel eines Sachbuchs des australischen Historikers Christopher Clark, das sich mit den Ereignissen beschäftigt, die zur Julikrise von 1914 und schließlich zum Beginn des Ersten Weltkriegs führten. Das Buch erschien 2012 unter dem Titel The Sleepwalkers: How Europe Went to War in 1914; die deutsche Übersetzung im September 2013. Die deutsche Ausgabe war im Oktober 2013 auf Platz 2 der Sachbücher des Monats und verkaufte sich bis Anfang Mai 2014 rund 200.000 Mal. Das Buch erschien auch in französischer (2013), italienischer (2013) und spanischer (2014) Übersetzung.

## Inhalt
Das Buch stellt ausgehend von der Situation auf dem Balkan die Konflikte und Bündniskonstellationen dar, die zu Beginn des 20. Jahrhunderts die europäische Politik bestimmten. Der Inhalt gliedert sich in drei Teile mit einer vorangehenden allgemeinen Einleitung:
- Teil eins beschreibt die lokalen Ereignisse und Konstellationen auf dem Balkan bis zum tödlichen Attentat von Sarajevo; Clark beginnt also nicht mit den Ereignissen des 28. Juni 1914, sondern mit der langen Vorgeschichte des Attentats seit dem Königsmord in Belgrad im Jahre 1903.
- Teil zwei widmet sich der Innen-, Außen-, Sicherheits- und Bündnispolitik der europäischen Großmächte von 1887 bis 1914. Insbesondere geht Clark darauf ein, wie sich in Europa zwei Bündnisblöcke bildeten und welche Ziele bzw. „ziellose Interessen“ die einzelnen „großen Akteure“ (Staatschefs, Minister und Diplomaten der Großmächte) wie auch das Personal der „kleineren Akteure“ verfolgten.
- Teil drei beginnt mit dem Attentat von Sarajevo und behandelt anschließend die Ereignisse der Julikrise 1914 bis zum Beginn des Ersten Weltkriegs.

Clark hebt die außerordentliche Komplexität der Krise hervor, die u. a. durch die vielschichtigen und teilweise intransparenten Entscheidungsprozesse der involvierten Mächte zurückzuführen ist. Clark lehnt es ab, einen Schuldigen zu benennen: „In dieser Geschichte gibt es keine Tatwaffe als unwiderlegbaren Beweis, oder genauer: Es gibt sie in der Hand jedes einzelnen wichtigen Akteurs. So gesehen war der Kriegsausbruch eine Tragödie, kein Verbrechen.“ (S. 716)
Insofern ist der Beginn des Krieges vielmehr die Folge in einer Kette von Entscheidungen verschiedener Akteure, die keinesfalls unausweichlich waren. Gleichzeitig warnt der Autor, dass ähnliche Eskalationen auch in heutigen Krisen denkbar sind. Der Titel des Buches, „Die Schlafwandler“, entspricht dieser Interpretation: Gemeint sind Akteure, die mit nachtwandlerischer Sicherheit lange auf einem Seil über einem Abgrund balancieren, bis die Balance jäh zusammenbricht.

## Rezeption
Das Buch stieß durchaus auf ein geteiltes Echo. John C. G. Röhl weist darauf hin, dass Clark in seinen Schlafwandlern wesentliche Dokumente unberücksichtigt lasse, die belegen, dass höchste deutsche Militärs schon vor dem Attentat von Sarajevo auf Krieg drängten, so etwa den Bericht vom 11. März 1914, den der badische Gesandte Sigismund Graf von Berckheim an seinen Staatsminister Alexander von Dusch sandte. In eine ähnliche Kerbe schlug – auf Röhls Biographie Wilhelms II. verweisend – Volker Ullrich, wenn er der „geopolitischen Zündschnur“, die Russland und Frankreich durch ihr balkanisches Engagement gelegt hatten, den Unwillen der deutschen Regierung gegenüberstellt, ihren österreichischen Verbündeten von der Intervention gegen Serbien abzuhalten. Entscheidend sei nicht, welche der beteiligten Mächte am stärksten an der „Eskalationsschraube“ gedreht habe, sondern wer die Möglichkeit zur wirksamen Deeskalation besaß (nämlich das Deutsche Reich). Gar nichts Gutes findet Klaus Wernecke in der Zeitschrift für Geschichtswissenschaft an Clarks Buch: Es basiere überwiegend auf gedruckten Quellen, enthalte in der Argumentation eine ganze Reihe von Widersprüchen, es folge schlicht einem „Primat der Diplomatie“, sodass wichtige Faktoren wie die Interessen der deutschen Rüstungsindustrie oder der kulturgeschichtliche Wandel von Feindbildern unterbelichtet bleibe, vor allem aber zitiere Clark unvollständig. Aus Schlüsseldokumenten wie dem Protokoll des K.u.k. Ministerrats vom 7. Juli 1914 unterschlage er die zentralen Passagen über die „feste Absicht“, es zum Krieg mit Serbien kommen zu lassen, und „den wahrscheinlichen Verlauf eines europäischen Krieges“. Insgesamt habe Clark ein „methodisch […] defektes Buch“ vorgelegt.
Nach Hans-Ulrich Wehler hat Clark zwar eine „lohnende Geschichte der internationalen Beziehungen vor dem Herbst 1914“ vorgelegt, doch seien die Proportionen bei ihm falsch, da man zwar ausführlich über Serbien, Frankreich, Großbritannien und Russland unterrichtet werde, ein eigener Teil über die folgenreichen Berliner Entscheidungsprozesse aber fehle. Der seit der Fischer-Kontroverse deutlich herausgearbeitete große deutsche Verursachungsanteil am Kriegsausbruch werde „verblüffend einseitig eliminiert“. Den Verkaufserfolg von Clarks Schlafwandlern auf dem deutschen Buchmarkt deutet Wehler als „ein tiefsitzendes, jetzt wieder hochgespültes apologetisches Bedürfnis“ der Deutschen, „sich von den Schuldvorwürfen zu befreien“. Auch Heinrich August Winkler sieht in der großen Zustimmung, auf die Clarks Buch in Deutschland, „und nur hier“, stoße, das Bedürfnis nach einer Befreiung von vermeintlicher deutscher „Selbstdemütigung“, die mit der Fischer-Kontroverse eingesetzt habe. Er sieht Clarks Buch zusammen mit den Veröffentlichungen von Herfried Münkler, von Jörg Friedrich sowie von Dominik Geppert, Sönke Neitzel, Cora Stephan und Thomas Weber, die ebenfalls eine Hauptverantwortung des Deutschen Reiches am Ausbruch des Ersten Weltkriegs bezweifeln, als Teil „einer Welle des Revisionismus“. Gemeinsam sei all diesen Autoren „eine altmodisch wirkende Konzentration auf die Diplomatiegeschichte, die Geschichte der ‚Haupt- und Staatsaktionen‘“, die sie blind mache für strukturelle Tendenzen des politischen Systems oder der Gesellschaft.
Lothar Machtan beginnt seine Rezension mit lobenden Worten über die gute Lesbarkeit des Buches, seine klare Hypothesenbildung, die durchgehend durchgehaltene Multiperspektivität und die neuen Quellen, die es erschließt, kritisiert dann aber scharf seinen „blinden Fleck“, nämlich die Willensbildung der deutschen Reichsleitung. Hier könne „von einer analytisch-kritischen Wahrnehmung […] keine Rede mehr sein“. Ebenso kritisch sieht er Clarks „Präsentismus“, seine Neigung, Parallelen zur Gegenwart zu ziehen, etwa zur Politik der NATO gegenüber Serbien 1994 während der Jugoslawienkriege: „In einer seriösen Politikgeschichte haben solche Analogie-Muster nichts verloren“. Insgesamt sei das Buch geschickt in die Stimmungslandschaft platziert, ob es über den Hype hinaus Bestand haben werde, müsse man abwarten. Klaus Gietinger und Winfried Wolf veröffentlichten 2017 mit Der Seelentröster. Wie Christopher Clark die Deutschen von der Schuld am Ersten Weltkrieg befreit ein ganzes Buch, in dem sie Clarks zentrale Thesen kritisieren. Ihr Buch wurde vom Historiker Michael Epkenhans im Juli 2017 in der FAZ vernichtend besprochen, was wiederum eine Richtigstellung der Autoren nach sich zog.
Holger Afflerbach dagegen findet es erfreulich, dass Clark die starre Fixierung auf die deutsche Rolle beim Kriegsausbruch durchbreche, die seit Luigi Albertini und insbesondere seit der Fischer-Kontroverse in der Geschichtswissenschaft gängig sei. Seine multiperspektivische Untersuchung, die auf Quellen und Fachliteratur in insgesamt sechs Sprachen beruhe, komme zu einem neuen, überzeugenden Ergebnis:

„Die Julikrise sei kein Krimi von Agatha Christie, an dessen Ende der Übeltäter mit einer rauchenden Pistole in der Hand ertappt wird. Im Sommer 1914 gab es nicht einen Schuldigen mit einer rauchenden Pistole in der Hand – alle hatten eine.“

Klaus Schwabe nennt Clarks Buch „ein Meisterwerk“: Mit seinem multilateralen und zugleich vergleichend-verallgemeinernden Ansatz befreie er die Kriegsschulddebatte aus ihren nationalstaatlichen Verengungen, originell sei sein Fokus auf den Balkan, lobenswert die Verwendung ganz unterschiedlicher Quellen, die der Darstellung „zusätzliche Originalität und Authentizität“ gäben. Das Buch sei ausgewogen und auch für interessierte Laien fesselnd geschrieben. Andreas Kilb hebt in der Frankfurter Allgemeinen Zeitung die „absolut schlüssige Weise“ hervor, mit der Clark erklärt, wie es zum „vereinten Amoklauf Europas“ kam, und weist ebenfalls auf tagesaktuelle Bezüge hin. Das Buch sei nach Clarks Buch über Preußen seine „zweite große Attacke gegen ein Dogma der Geschichtswissenschaft“, das im preußischen Staat den „Hort allen Übels in der deutschen Geschichte: Militarismus, Imperialismus, Größenwahn“ sehe. Dieses Dogma sei nun widerlegt. Jost Dülffer lobt Clarks intensives Studium von Archivalien aus allen beteiligten Ländern („eine Leistung sui generis“) und die dichte Beschreibung der mental maps aller Akteure und deren Interaktionen. Eine Grenze finde seine Methode allenfalls in der Vernachlässigung objektiver Faktoren, die den „doch immer im Hintergrund mitzudenkenden Rahmen“ der politischen Kommunikationen und Aktionen darstellten. Der Bestsellererfolg des Buches könne wohl nicht mit Selbstentlastungsbedürfnissen der Deutschen erklärt werden, da ein „systemischer Blick auf die Staatengesellschaft Europas und ihre Dynamiken“ heute in der Geschichtswissenschaft Standard sei.
Christoph Cornelißen lobt das „akribische internationale Quellenstudium“ und die „stupende Belesenheit“, die den Schlafwandlern zugrundelägen, die Analyse der Entscheidungsprozesse sei „methodisch klug reflektiert“. Insgesamt gehöre das Buch „zu dem Besten, das in den letzten Jahren und Monaten zum Thema ‚Julikrise 1914‘ publiziert worden“ sei. Daniel Marc Segesser befindet in der Historischen Zeitschrift, Clark sei „ein sehr dichtes und genau recherchiertes Buch gelungen“, auch wenn er den außereuropäischen Kontext schärfer hätte konturieren und die deutsche Haltung differenzierter hätte darstellen können. „Ein fester Platz in jeder Bibliothek der heutigen Weltkriegshistorikergeneration“ sei ihm gleichwohl sicher. Auch Jürgen Angelow zeigt sich beeindruckt von Clarks „konsequent multiperspektivisch angelegtem“ Werk, das „trotz seines abschreckenden Umfangs unterhaltsam“ erzähle. Der methodische Zugriff über die „Erfahrungen und Narrative der Hauptakteure“ sei überzeugend, die Kenntnis der Quellen und Literatur sei enorm, die Analyse brillant. Nach Angelow habe Clarks Buch der seit einigen Jahren einflussreicher gewordenen verflechtungsgeschichtlichen Annäherung an die Vorgeschichte des Ersten Weltkrieges zu enormer Durchschlagskraft verholfen. An den Schlafwandlern werde „in den nächsten Dekaden“ kein Forscher zum Thema vorbeikommen.
Eine mittlere Position nimmt Michael Epkenhans ein: Auch er lobt 2015 die breite Grundlage an Quellen, die Clark zum Teil erst neu erschlossen habe, und die Breite, mit der er die Vorgeschichte der Julikrise behandelt. Das Neue sei aber die Akzentverschiebung, weg von der Kriegsschuldfrage hin zu einer „Erklärung, wie und warum es zu der Katastrophe kommen konnte“. Allerdings sei zu kritisieren, dass Clark die Entscheidungsprozesse in Wien und Berlin nur knapp skizziere, gemessen an der Ausführlichkeit und „Süffisanz“, mit der er sich der Entente widmet. In seiner verkürzenden Formel von den Schlafwandlern liefere er der Gegenseite unnötig Munition, ganz ähnlich, wie es seinerzeit Fritz Fischer mit seinem viel zitierten Griff nach der Weltmacht erleben musste.
Das Buch stieß in der deutschen Politik auf Interesse. Das Auswärtige Amt veranstaltete im März 2014 unter der Leitung des damaligen Außenministers Frank-Walter Steinmeier eine öffentliche Diskussion zu den wesentlichen Thesen des Buches. Staatsminister Michael Roth zitierte die Schlafwandler auch bei einer Rede in Sarajewo im Juni 2014, zum 100. Jahrestag des Attentats, als Mahnung für die gegenwärtige Außenpolitik, den Dialog und die De-eskalation zu suchen.

## Ausgaben
- The Sleepwalkers: How Europe Went to War in 1914. Allen Lane, London 2012, ISBN 978-0-7139-9942-6, mehrere Auflagen. Taschenbuch: Penguin Books, London 2013, ISBN 978-0-14-102782-1.
- Die Schlafwandler: Wie Europa in den Ersten Weltkrieg zog. Aus dem Englischen von Norbert Juraschitz. Deutsche Verlags-Anstalt, München 2013, ISBN 978-3-421-04359-7 (Januar 2014 in 10. Auflage).
- Hörbuchausgabe. Die Schlafwandler: Wie Europa in den Ersten Weltkrieg zog. Random House Audio, Hamburg 2013, 4 MP3-CDs (29 Std. 17 Min.) (ungekürzte Lesung), gelesen von Frank Arnold, ISBN 978-3-8371-2329-6.

## Rezensionen
- Holger Afflerbach: Schlafwandelnd in die Schlacht – Die Deutschen tragen Schuld am Ersten Weltkrieg – aber nicht mehr als andere. Der Spiegel 39/2013 (online).
- Jürgen Angelow: Aktuelle Darstellungen und Perspektiven zum Ausbruch des Ersten Weltkriegs. In: Historisches Jahrbuch 135 (2015), S. 569–583.
- Cord Aschenbrenner: Neue Bücher zum Ersten Weltkrieg. Hineingeschlittert und nicht herausgekommen. In: Neue Zürcher Zeitung, 21. Dezember 2013, Sammelrezension, in der auch das Buch von Clark besprochen wird (online).
- Jost Dülffer: Rezension zu: Clark, Christopher: Die Schlafwandler. Wie Europa in den Ersten Weltkrieg zog. München 2013. In: H-Soz-u-Kult, 21. November 2013 (online).
- Martin Ebel: Wie Europa in den Ersten Weltkrieg zog. Deutschlandfunk, Sendung Büchermarkt, 1. Dezember 2013 (online).
- Harold Evans: On the Brink ‘The Sleepwalkers’ and ‘July 1914’. NY Times Sunday Bookreview 9. Mai 2013 (online).
- Dietrich Höroldt: Clark, Christopher, Die Schlafwandler. Wie Europa in den Ersten Weltkrieg zog. In: Forschungen zur Brandenburgischen und Preußischen Geschichte 24 (2014), S. 259.
- Manfred H. W. Köhler: Christopher Clark: Die Schlafwandler. Wie Europa in den Ersten Weltkrieg zog. – Herfried Münkler: Der Große Krieg. Die Welt 1914 bis 1918. In: Nassauische Annalen 125 (2014), S. 471–475.
- Gerd Krumeich: Unter Schlafwandlern. Rezension in der Süddeutschen Zeitung vom 30. November 2013 (online).
- Lothar Machtan: Rezension von: Christopher Clark: Die Schlafwandler. Wie Europa in den Ersten Weltkrieg zog. Aus dem Englischen von Norbert Juraschitz, München: DVA 2013. In: sehepunkte 14 (2014), Nr. 1 [15. Januar 2014] (online).
- Jakob Müller: Christopher Clark: Die Schlafwandler. Wie Europa in den Ersten Weltkrieg zog. In: Jahrbuch für Forschungen zur Geschichte der Arbeiterbewegung, 13 Jg. (2014), S. 237.
- Markus Osterrieder: Christopher Clark: Die Schlafwandler. Wie Europa in den Ersten Weltkrieg zog. Aus dem Englischen von Norbert Juraschitz. München: DVA, 2013. 895 S., Abb., Kte. ISBN 978-3-421-04359-7. Sean McMeekin: The Russian Origins of the First World War. Cambridge, MA, London: Harvard University Press, 2011. XII, 324 S., 16 Abb., 10 Ktn. ISBN 978-0-674-07233-6. In: Jahrbücher für Geschichte Osteuropas 62 (2014), 4, S. 605–608. (online)
- Alexander Reichwein: Christopher Clark: Die Schlafwandler. Wie Europa in den Ersten Weltkrieg zog. In: Berliner Debatte Initial 25: 2, Juni 2014, S. 157–163 (online).
- Stefan Reinecke: Eine Katastrophe ohne Autor – Christopher Clarks fulminante Studie über die Entstehung des Ersten Weltkriegs hinterfragt die Rolle des Deutschen Kaiserreichs. In: taz. 14. September 2013 (online).
- Klaus Schwabe: Rezension von: Christopher Clark: The Sleepwalkers. How Europe Went to War in 1914, London: Allen Lane 2013. In: sehepunkte 13 (2013), Nr. 10 [15. Oktober 2013] (online).
- Daniel Marc Segesser: Christopher Clark, The Sleepwalkers. How Europe Went to War in 1914. London, Allen Lane 2012. In: Historische Zeitschrift. Bd. 298, (2014), S. 836–839.
- Volker Ullrich: Zündschnur und Pulverfass. Das Buch des britischen Historikers Christopher Clark „Die Schlafwandler“ ruft neue Debatten über die Schuld am Ausbruch des Ersten Weltkriegs hervor. Müssen wir das Bild von der deutschen Hauptverantwortung für den Krieg revidieren? In: Die Zeit 38/2013 vom 17. September 2013 (online).
- Klaus Wernecke: Christopher Clark: Die Schlafwandler. Wie Europa in den Ersten Weltkrieg zog. München 2013. In: Zeitschrift für Geschichtswissenschaft, 62 Jg. (2014), Heft 1, S. 77–79.
- Siegfried Weichlein: Schlafwandler und Mehlschieber. Neue Literatur zum Ersten Weltkrieg. In: Hessisches Jahrbuch für Landesgeschichte 67 (2017), S. 231–263.